# Lynn Thijssen
Lynn Thijssen (22 augustus 1992) is een Nederlandse volleyballer. Thijssen is middenaanvaller en tekende in 2010 een contract om in het eerste damesteam van Sliedrecht Sport te gaan spelen. Met dit team veroverde zij in 2012 zowel de landstitel als de nationale beker en in 2013 wederom de landstitel.
Thijssen zit op senioren niveau bij de voorselectie van het nationaal team voor de internationale toernooien in 2013. Op 10 mei 2013 maakte zij haar interlanddebuut in de oefenwedstrijd tegen België.
Thijssen begon op 6-jarige leeftijd met volleybal en kwam eerder uit voor VC Havoc, TSL Activia, HAN Volleybal en de selecties van Jeugd Oranje en Jong Oranje. In 2009 vertegenwoordigde zij Nederland bij het Europees Jeugd Olympisch Festival in Tampere.